# Медресе Средней Азии
Медресе Средней Азии (Среднеазиатские медресе) — высшие образовательные учреждения и явление местной архитектуры, появившиеся в Средней Азии в конце VIII — в начале IX века.
В Средней Азии высшее образование получали в медресе, наиболее известные из них находились в городах Бухара, Самарканд, Хива, Коканд, Ташкент.
Планово-пространственная структура среднеазиатских медресе, прослеженная на протяжении нескольких веков, устойчиво единообразна. Это монументальные сооружения с компактным прямоугольным объёмом и внутренним двором, в который обращены входы окружающих помещений и арки осевых айванов, двух или четырёх. Главный фасад обычно отмечен портальным входом с вестибюлем, по сторонам которого возвышаются два купольных зала — зимней мечети и аудитории либо мавзолея. Отклонения от этой схемы незначительны, но сама схема многовариантна не меньше, чем схема греческого периптера и так же, в зависимости от размеров, пропорций и деталей, воплощалась во множестве архитектурных индивидуальностей.
В Средней Азии не сохранились здания медресе древнее XV века, но они строились намного веков раньше. Все сохранившиеся среднеазиатские медресе включают в себя, помимо аудиторий (дарсхана) и мечетей, жильё для студентов и преподавателей, — учебные и молитвенные помещения соединены здесь с общежитием. Многие из них имели библиотеку (китабхана) со специально отведённым для этого помещения. Там велась работа с соблюдением всех правил ведения библиотечного дела (регистрация, выдача и приём книг, ремонт, реставрация и другие). Для этих библиотек были выделены вакфы из числа движимого и недвижимого имущества.
В Средней Азии, в отличие от других стран мусульманского Востока, создание больниц в комплексе мечетью не практиковалось. Больницы с аптеками строились преимущественно рядом с медресе, образуя медицинскую школу с «клиникой». Бывали случаи, когда функции больницы, аптеки и медресе объединялись в одном здании. Согласно сведениям историка Хондемира, здание больницы по внешнему виду напоминало медресе.

## История
В. В. Бартольд первым высказал мысль о том, что медресе появились на востоке исламского мира, в Средней Азии, и что образцом для них были буддийские монастыри. Эта идея была поддержана Э. Э. Херцфельдом, который связал строительство первых медресе с общественной деятельностью знаменитого сельджукского министра Низам аль-Мулька и датировал их, таким образом, XI веком. Д. Бранденбург считал, вслед за Э. Э. Херцфельдом, что распространение медресе как особого типа здания происходило в эпоху владычества Сельджуков, но оговаривался, что медресе строились при Саманидах (X в.) — в Самарканде, Фергане, Шаше и Герате, и при Газневидах (XI в.) в Газне. Р. Н. Фрай считал местом их рождения Бухару, именно того города, в котором стояло древнейшее известное ныне по имени медресе.
Есть, наконец, ещё одна теория, согласно которой прототипом медресе был раннесредневековый среднеазиатский замок — кёшк с четырьмя входами и купольным помещением посредине: со временем входы превратились в айваны, а среднее помещение стало двором. Как отмечалось специалистами, среднеазиатские медресе исходили из местных домусульманских традиций, и это сказалось в устойчивости их планировки. Сторонниками этой теории являются А. Годар, Г. А. Пугаченкова и С. Г. Хмельницкий.
Средневековые медресе Средней Азии были прежде всего высшими религиозными школами, выпускники которых обычно (но не всегда) делали духовную карьеру. Иногда — в зависимости от разных обстоятельств — в медресе преподавались и светские науки, но это было скорее исключением, чем правилом; да и граница между светскими науками и теологией была в Средние века неотчётлива, хотя есть сведения об учебных заведениях — «хукмият», в которых обучали чисто светским дисциплинам. Учреждение медресе, их строительство и материальное обеспечение были богоугодным делом, актом благочестия, — поэтому они строились правителями, аристократами-феодалами, высшими чиновниками и просто богатыми людьми. Экономическое благополучие медресе обеспечивалось вакфом — землями и предприятиями, доход с которых получало медресе. Существовал обычай погребения правителя в основанном им медресе. Важную и заметную часть в таких медресе составляет монументальное надгробное здание. У некоторых медресе были и другие побочные функции: в них могли жить посторонние люди, не преподаватели и не студенты, в известных обстоятельствах они использовались как ханака или мечети.
Бывали случаи, когда медресе превращались в мечети в связи с прекращением финансирования вакфа

### X—XIV века
Впервые, как известно, медресе упомянуто в «Истории Бухары» Наршахи — в связи большим пожаром 937 года, от которого погибло медресе Фараджек. Также известно, что к востоку от бухарского шахристана, уже за границей внутреннего рабада, находилось медресе Келлабад.
Широкое распространение системы медресе на востоке мусульманского мира началось с началом правления тюркских династий Караханидов и Сельджукидов.
Вопрос о том, какой именно из археологических объектов является самым древним медресе на территории Средней Азии, стал предметом дискуссии в 1960—1970 годах: комплекс Ходжа Машад в Саяде, остатки которого стоят на земле исторической области Кабадиан (Таджикистан), комплекс дворового типа, вскрытый в некрополе Шахи Зинда, отождествляемый его исследователем с медресе караханида Ибрагим Тамгач-хана в Самарканде (Узбекистан), или медресе караханида Арслан-хана, на месте которого было выстроено медресе Калобод в Бухаре (Узбекистан).
Согласно вакуфной грамоте тюркского правителя караханида Ибрагима Тамгач-хана, им в XI веке были учреждены общественный госпиталь (бемористан) и медресе где велось обучение и по медицине. В Средней Азии медресе, в которых преподавалась медицина, действовали в Бухаре, Самарканде, Мерве. Это были своего рода медицинские школы, где молодёжь обучали медицинской теории и практике с обязательной сдачей выпускных экзаменов и принятием клятвы врача. В разработке системы здравохранительных мер большое значение имели труды крупных учёных-медиков. Так, книга ар-Рази «О больницах», труды Ибн Сины (Авиценна) «Канон врачебной науки», «Урджуза» и другие служили ценными наставлениями по вопросам охраны здоровья населения. Благодаря традиции вакфа, игравшего весьма важную роль в жизни восточных стран, медресе была обеспечена надёжная материальная поддержка.
В «Истории Бухары» упомянуты построенные при караханиде Арслан-хане два дворца, из которых один был позже переоборудован в медресе.
О «великолепном» медресе, возведённом тюркским правителем Махмудом в Газне, о построенном в Бухаре в начале XII века медресе Арслан-хана, о медресе в Самарканде построенном султаном Санджаром, о медресе в Ургенче и Мерве, в которых упокоились правители Текеш и Арслан-хан, не известно ничего, кроме факта их существования.
Развитие культуры на Среднем Востоке было прервано в начале XIII столетия нашествием орд Чингизхана. Лишь к середине XIII века жизнь начинает теплиться на пепелищах разорённых стран, хотя понадобилось ещё немало десятилетий, чтобы преодолеть всеобщую разруху.
В начале монгольской эпохи строительство почти замирает. Лишь к середине XIII века появляется несколько сооружений, воздвигнутых по распоряжению Чингизидов и их придворного окружения. Восточные историки сообщают, что в эту же пору наместником Чагатаидов в Бухаре — хорезмийским наместником монголов Масуд-беком было воздвигнуто медресе Масудийе и что здесь же было сооружено другое медресе Ханумийе. Судя по тому, что в каждом из них одновременно обучалось до тысячи студентов, учёные сделали вывод, что это были весьма значительные здания. Создателями же их являлись бухарские строители, ещё сохранившие в своём творчестве архитектурные традиции домонгольской Бухары. Оба здания были разрушены во второй половине XIII века.
К 1330-м годам в городах, оправившихся от последствий монгольского нашествия, появляются все прежние типы зданий, восстанавливаются традиции домонгольской градостроительной культуры. Известный арабский путешественник Ибн Баттута во время посещения им Ургенча в 1330-х годах особо выделяет медресе Кутлуг-Тимура.

### Эпохи Тимура и Тимуридов
В результате монгольских походов тысячи учёных, юристов были убиты, сотни медресе разрушены. Тимуру пришлось приложить огромные усилия для восстановления системы высшего образования и особенно мусульманской юриспруденции. Пришлось приглашать в столицу государства крупных мусульманских правоведов, например, Сад ад-дини Maсуд ибн Умара ат-Тафтазани (1322, Тафтазан, Хорасан — 1390, Самарканд) видного представителя позднего калама. Его сочинения по логике, юриспруденции, поэтике, грамматике, математике, риторике и коранической экзегетике пользовались популярностью в качестве учебных пособий. В начале XV века в Самарканде работал и преподавал такой крупный учёный-правовед как Шамс ал-Дин Мухаммад б. Мухаммад ал-Джазари.
При Тимуре в Самарканде было возведено лишь два медресе. Оба они были связаны с династийными усыпальницами — это медресе при комплексе Гур-Эмир и Биби-ханым.
В первом медресе, построенного Тимуром в Самарканде для своего внука Мухаммад Султана, учились 58 студентов и преподавали четыре мудариса. Обучению Корану было поручено Джамал ад-дину Ахмаду Хорезми. Реконструкция плана медресе Мухаммад Султана показывает большую близость его планировки к южно-туркестанским караван-сараям XI—XII веков, нежели к самаркандским и бухарским медресе XV—XVII веков.
В правление Тимура особой славой пользовалось второе медресе, воздвигнутое его старшей женой Сарай-мульк ханым (Биби-ханым) находившееся напротив самаркандской соборной мечети. Оно не уступало мечети своим великолепием. Современники отмечали необычайную роскошь и колоссальные масштабы здания. По свидетельству одного из них портал медресе даже превосходил размерами громадный портал мечети Биби-Ханым, что вызвало чрезвычайный гнев Тимура, который нигде и ни в чём не терпел соперничества. В ансамбль медресе входила женская династическая усыпальница — мавзолей Биби-Ханым, дошедшая до наших дней.
Масштабы медресе намного возрастают при Улугбеке и Шахрухе. Но если в Герате обширное медресе Гаухаршад-бегим знаменито заключённым в нём мавзолеем гератских Тимуридов, то для Улугбека медресе — это, в первую очередь, Дом знаний, в своём роде университеты.
В Самарканде были построены более 20 медресе: медресе Биби-ханым, Кутб ад-дин садра, эмира Фирузшаха, эмира Бурундука и другие.
В XV веке сыном Тимура Шахрухом была введена новая модель образования, в которой нашли отражение все интеллектуальные достижения предшествующей эпохи, как труды традиционалистов, правоведов, так и выдающихся суфиев.
В монументальной строительстве Средней Азии первой половины XV века классическое завершение получает тип медресе. Медресе Улугбека послужили каноном для всех позднейших построек этого назначения. Зодчество Средней Азии первой половины XV века связано с именем внука Тимура — Улугбека. Проявляя большой интерес к наукам и искусству, он собрал в Самарканде лучшие научные силы Востока, что сказалось и на характере строительства. Молодой учёный-правитель намеревался превратить подвластные ему города в интеллектуальные центры империи. Сохранились три медресе, сооружённых Улугбеком — в Бухаре (1417), Самарканде (1417—1420) и Гиждуване (1433). Особенность бухарского медресе составляет своеобразное решение главного фасада как двухъярусных арочных лоджий, соответствующих находящимся за ними худжрами. Такая трактовка главного фасада станет распространённой в XVI и XVII веках.
Самым большим было медресе в Самарканде, обращённое главным фасадом на центральную площадь — Регистан. По своим размерам оно не уступает постройкам Тимура, но отличается от их тяжеловесности необычайно стройными пропорциями. Медресе с высоко поднимающимися четырьмя куполами и минаретами играло важную роль в создании городского силуэта. Особенность планировки медресе — устройство дополнительных боковых входов во двор и расположение мечети с запада, а четырёх дарсхана в углах здания. Купольные покрытия дарсхана, квадратных в плане, с очень широкими нишами по осям, очевидно, опирались на балочные паруса.
Из культовых сооружений Балха данного периода известны знаменитое медресе ходжа Мухаммада Порсо (ум. 1419 г.) и большое медресе Милькат-ага, жены тимурида султана Абу Сеида.
Известным основателем медресе в Герате был тюркский поэт Алишер Навои. Навои возвел медресе, получившее название Ихласийа. Оно было разделено на две половины: восточную и западную, в каждую было назначено по одному преподавателю, из которых один читал курс законоведения (фикх), а другой — курс хадис (изречения пророка). Каждый преподаватель должен был обучать по одиннадцати учащихся. Против медресе было построено здание где чтецы Корана должны были постоянно читать священную книгу. Это здание получило название Дар ал-хуффаз (Дом чтецов Корана). С южной стороны медресе, была сооружена ханака, где неимущим ежедневно раздавалась бесплатно пища, а раз в году — и одежда. Около ханаки было построено здание, предназначенное для пятничной молитвы. Ханака получила название Хуласийа. Преподавателям медресе назначалось каждому в год по 1200 золотых и 24 мешка зерна. Студенты делились на три разряда по их успеваемости: шести лучшим назначалось по 24 золотых и 5 мешков зерна; восьми средним — по 16 золотых и 4 мешка; восьми наиболее слабым—по 12 золотых и 3 мешка. Ежегодно он раздавал нищим тысячу комплектов одежды. Им было построено 380 общественных зданий".
- Медресе Улугбека в Бухаре
- Медресе Улугбека в Самарканде
- Медресе Улугбека в Гиждуване

### Эпоха Шейбанидов
В целом во всех медресе Средней Азии с XVI века и до начала XX века обучение в сущности велось по одному типу. В медресе поступали юноши, окончившие мектеб. Основными предметами там были арабский язык, арифметика, мусульманское право, персидский язык, тюркская литература, логика. В каждом медресе учащиеся делились на несколько групп — общин кори. В каждой из них, как правило, было 7 человек, имевших одинаковое образование. Среди них выделялся кори — глава общины. Он сидел среди учеников, читал книги и разъяснял её содержание.
В столице государства, Самарканде, узбекский правитель  Шейбани-хан приказал построить большое медресе, где позже сам принимал участие в научных и религиозных диспутах. Первое датированное известие о медресе Шейбани-хана относится к 1504 году Мухаммед Салих писал, что Шейбани-хан построил в Самарканде медресе для увековечения памяти о своём брате Махмуд-султане. Фазлаллах ибн Рузбихан относительно медресе пишет, что строительство здания медресе с худжрами и двором было завершено к 1509 году. При медресе Шейбани-хана имелась библиотека. Функции библиотекаря, обязанности по выдаче книг, по их реставрации, приобретению в библиотеку новых книг, а также освидетельствование их печатью с именем учредителя вакфа описывается в одном из вакфных документов. Медресе Шейбани-хана было полностью разрушено в годы Советской власти.
По приказу узбекского правителя Убайдуллахана в дар великому шейху Абдулле Яманий в 1530—1536 годах было построено медресе Мири Араб в Бухаре.

 среди падишахов, правивших во всех странах света в течение последних ста лет, никто не видел и не слышал о таком правителе, каким был он. Во-первых, он был набожным мусульманином, богобоязненным и воздержанным. Все дела веры, страны, государства, войска и подданных он решал согласно закону шариата и не отступал от него ни на волос. В лесу храбрости он был отважным львом, его ладонь была жемчужной раковиной в море щедрости. Его счастливая особа была украшена разными достоинствами. Он писал семью почерками, но лучше всего писал почерком насх. Он переписал несколько списков Корана и послал благословенным городам в Мекку и Медину, да возвысит их Аллах. Он хорошо писал и насталиком. У него есть диван тюркских, арабских и персидских стихов. Он занимался музыкой и пением. И сейчас музыканты исполняют некоторые из его произведений. Одним словом, он был одаренным правителем, вобравшим в себя все похвальные качества. Бухара — его стольный город — была местом сбора ученых людей, и в течение его жизни достигла такой степени, что напоминала Герат времени Мирза Султан Хусайна.
По данным Васифи, дядя Шейбани-хана и внук тимурида Мирзо Улугбека - Кучкунджи-хан, следуя традициям своих предков, в дни своего правления считал своей первейшей обязанностью почитание учёных и просвещённых людей. В период правления Кучкунджи-хана в Самарканде продолжалось активное строительство и значительные работы по ремонту, благоустройству самаркандских медресе, в том числе построек Мирзо Улугбека. В 1529—1530 годы по распоряжению Кучкунджи-хана в джума-мечети Алика Кукельташа был поставлен новый минбар, выточенный из цельной мраморной плиты и близ мечети, с южной стороны площади Регистан было возведено ещё одно крупное здание, дополнившее ансамбль эпохи Улугбека. То было медресе, воздвигнутое сыном Кучкунджи-хана Абу Саид-ханом и от которого до 1930-х годов сохранялась только усыпальница Шейбанидов, известная под названием «Чиль Духтарон».
В период правления узбекского правителя Абдулла-хана II (1557—1598) в Бухаре был возведён архитектурный ансамбль Кош-Медресе из двух противостоящих медресе. Первое — медресе Мадари-хан построено около 1567 года в честь матери Абдулла-хана II, второе носит имя самого Абдулла-хана II (медресе Абдулла-хана) и было построено в 1588—1590 годах. При постройке медресе Кукельдаш (ныне самая крупная в Средней Азии) впервые на боковых фасадах были устроены лоджии. В Бухаре, только в памятниках XVI века делались попытки раскрыть боковые фасады.
В культуре Средней Азии при Шейбанидах продолжаются развиваться достижения предшествовавшей блестящей эпохи. Частично изменяется планировка медресе. Углы двора были срезаны, что даёт возможность обеспечить независимый ход в угловые помещения. Галерея главного фасада не только связывает худжры этой части, но и открывает доступ к помещениям второго этажа, расположенными позади портала. В разведке внутренних узлов медресе используются смелые решения. Для бухарских медресе, в противоположность самаркандским, характерен вход по оси с последующим разветвлением на два коридора, причём дворовый портал открывается ко входу большим зарешеченным окном. По обе стороны от входа лежат залы мечети и аудитории-дарсханы.
Меняется и внешний облик зданий. Ниши порталов получают гранёную форму и сводятся вверх полу-куполом. Оставшиеся необработанными боковые уличные фасады медресе во втором этаже оформляются аркадами. Высокие угловые минареты уступают место массивным башням, срезанным на уровне стен и покрытым купольным фонарём. Закрепляя композиционно линию фасада, башни выполняли и конструктивную роль угловых устоев.
В медресе минаретами для созыва на молитву служили угловые башни, украшенные фонарями. Позднее, на большие гульдаста надстраивались непропорционально маленькие фонари, искажающие их облик.
Следующие известные медресе были построены в эпоху Шейбанидов: медресе Шейбани-хана, Абу Сеид-хана в Самарканде; медресе Мири Араб, Абдулла-хана, Мадари-хан, Кукельдаш, Джуиборий Калон, Чор-Бакр в Бухаре; медресе ходжа Камаладдин Кунак, ходжа Абдували Парса, Абдулла-хана, Кукельдаш в Балхе; медресе Баракхана, Абдулкасим ишана, Кукельдаш в Ташкенте; медресе Абдулазиз-хана в Вабкенте; медресе Чубин в Шахрисабзе; медресе Саид Аталык в Денау; медресе Арк-Ичи в Андижане.
Преподаватели медресе (мударрис) пользовались покровительством ханов, феодальной верхушки; существовали за счёт средств, выделяемых основателями медресе и других лиц в качестве вакфа. В медресе преподавали от 4 до 10 мударрисов, назначаемых верховным правителем. Так, при Кучкунджи-хане в знаменитом медресе Улугбека в Самарканде преподавали 10 мударрисов, а в другом — в медресе Шейбани-хана — 4 мударриса, старшим из коих был маулана Ходжаги, потомок небезызвестного маулана Шамсаддина Мухаммада Хавафи (ум. в конце 1441 г.), главного мударриса медресе Улугбека с 1427. Четыре мударриса преподавали и в медресе Абдулла-хана в Балхе. Иногда должность мударриса занимали судьи (кази), или же мударрис, как бы по совместительству назначался на должность попечителя главнейших мусульманских святынь.
- Медресе Мири Араб
- Медресе Кукельдаш в Бухаре
- Медресе Кукельдаш в Ташкенте
- Медресе Абдулла-хана

### Эпоха Аштарханидов
Зодчие эпохи Аштарханидов в XVII веке  сравнительно мало используют достижения времени узбекского правителя Абдула-хана II, обращаясь по преимуществу более ранним эпохам. Так, например, строители нередко отказываются от испытанной и красивой системы пересекающихся арок и ставят купол на тромпах; возрождается отвергнутая во второй половине XVI века техника резной глазурной мозаики, иногда используется и кундаль; не видно декоративных куполков с имитацией фигурной кладки. Всё же строители не пытаются восстановить внешнюю оболочку купола.
В 1619—1623 годы на средства узбекского эмира Надира диванбеги были построены ханака, образовавшая кош с расположенным напротив медресе Нодир-Диван-Беги и образовала ансамбль Ляби-хауз в центре Бухары.
В 1632 году рядом с мазаром Ходжи Ахрара в Самарканде Надир диванбеги начинает строительство большого медресе, используя для этого элементы ханаки. Строительство духовного учебного заведения было завершено в 1635/1636 году.

Из построек ансамбля Ляби Хауз — медресе Надир Диван-Беги строилось в качестве караван-сарая и лишь впоследствии превращено в медресе. Всё в плане и формах здания выдаёт его изначальные функции: в нём нет ни одной характерной для медресе части — двор окружён одними худжрами, отсутствуют обычные мечеть и аудитория, нет дворовых айванов. Более того, вход не раздваивается, а узкий коридор в глубине здания, видимо, связывал двор со стойками для лошадей и верблюдов. В постройке интересен сюжет изразцовой мозаики в тимпанах портала, изображающий по одной версии аистов, по другой легендарной птицы хумо и ланей.
Выдающимся произведением бухарского зодчества XVII века является медресе Абдулазиз-хана. Это медресе, поставленное в ансамбле кош с медресе Улугбека, было призвано затмить постройку XV века. Абдулазиз-хан стремился создать эпохальное сооружение, которое по своим масштабам и роскоши превзошло бы все доныне построенное в Бухаре. Он достиг одного: архитектура медресе ярко отражает идеалы своего века.
В XVII веке правителем Самаркандского вилайета (области) был представитель узбекского рода алчин Ялангтуш Бахадур. В то время на средства и по замыслу Ялангтуша создаётся новый архитектурный ансамбль на площади Регистан. Обветшавшая ханака Улугбека была снесена и на её месте возводится медресе Шердор. Десять лет спустя на месте караван-сарая Мирзои началась постройка медресе Тилля-Кари, заключившего в свои стены городскую соборную мечеть.
При Аштарханидах в Балхе были построены медресе Шах-бек кукельдаша, Надира Мухаммад-хана, Аллаяра диванбеги, Субханкули-хана.
Медресе имели библиотеки (китабхане). В «Бахр ал-асрар» встречаются такие слова, как китобдор-и хосса (ханский библиотекарь), китобдор-и мадраса-и олий (библиотекарь медресе) и просто китобдор. Фонд библиотеки медресе ничуть не уступал ханской библиотеке, чему во многом способствовало то, что учредители медресе, высокопоставленные лица, часто преподносилиим в качестве вакфа книги. Так, Надир Мухаммад-хан передавал в вакф библиотеке медресе своего имени в Балхе, 2000 томов книг из собственной библиотеки. В библиотеках при медресе работал целый штат переписчиков (китоб нависандагон), художников-миниатюристов (мунаккашон), инкрустаторов (музаххибон), редакторов (мухаррирон), переплётчиков (саххафон) и другие.
- Медресе Нодир-Диван-Беги
- Медресе Абдулазиз-хана
- Медресе Шердор
- Медресе Тилля-Кари

### Эпоха узбекских ханств (XVIII — первая половина XIX века)
В первой половине XVIII века Средняя Азия пережила тяжёлый политический и экономический кризис. Одна из существенных причин хозяйственного упадка — отмирание древних караванных путей. Пагубно сказывались постоянные нашествия кочевых племён и междоусобные войны и т. д.
В XVIII—XIX веках, многие казахские чингизиды получали высшее образование в медресе узбекских ханств.
Архитектура XVIII—XX веков в разных областях Средней Азии, неравноценная по художественным достоинствам, распадается на локальные школы.
Эмир Шахмурад смог возродить за 2—3 года запустевшие в годы междоусобиц медресе Бухары и Самарканда. Эмир Шахмурад всячески покровительствовал духовенству, и по его указаниям были отремонтированы, восстановлены или перестроены самаркандские медресе Ходжа Ахрар, или Мадрасаи Сафед (Белая медресе), медресе Шейбани-хана, Улугбека и другие.
Население, связанное с деятельностью культовых учреждений, в Бухаре составляло больший процент, чем в любом городе Средней Азии. Прежде всего здесь было очень много учащихся студентов медресе. Н. В. Ханыков определял их общее число в 9—10 тысяч человек. По сведениям английского исследователя А. Бёрнса, в 1831—1833 годах в Бухаре насчитывалось 336 медресе, и примерно треть из них помещалась в сравнительно благоустроенных зданиях. В крупных медресе обучались по 70—80 человек.
В эпоху эмира Хайдара в Бухаре были построены десятки медресе, мечетей. Одним из необычных медресе является построенное в 1807 году медресе Халифа Ниязкула, известное под именем Чор-Минор. План и организация медресе представляют собой обычное решение — неправильный двор, окружённый одноэтажным рядом худжр с каркасной мечетью в юго-западном углу. Интересен по замыслу вход медресе: двухэтажная купольная постройка, увенчанная четырьмя угловыми башнями с покрытыми голубой изразцовой облицовкой куполами.
В XIX веке в Бухаре было выстроено около 60 новых медресе. Известными историками, выпускниками медресе эпохи эмира Хайдара были: Мирза Садык мунши, Мухаммед Якуб ибн Даниялбий, Мухаммад Шариф ибн Мухаммад Наки.
Одно из наиболее старых и больших медресе в Хиве было построено узбекским правителем Шергази-ханом, в 1718 году. Здесь получали образование как жители Хивинского ханства, так и Туркестана, в том числе — поэты Махтумкули и Ажинияз.
Хивинские медресе XIX—XX веков обладают характерными, чисто местными особенностями. Главный фасад отделяется от улицы внешним двориком, окружённым стеной с купольным входом. Главный портал окружён простой прямоугольной рамой. Гранёная ниша портала разделяется на уровне этажа деревянным балконом с резными консолями. Крылья главного фасада завершаются башенками гульдаста. Самое крупное — медресе Мухаммад Амин-хана. Его боковые фасады, как в медресе Кукельдаш, получили архитектурное оформление — на них выходят глубокие стрельчатые лоджии-ниши худжр второго этажа. При медресе Мухаммад Амин-хана в 1855 году был начат постройкой грандиозный минарет, который по замыслу Мухаммада Амин-хана должен был превзойти высотой все существующие в Средней Азии.
Двухэтажное медресе Алла-Кули-хана имеет 99 худжр. По обе стороны входа находились, как обычно, мечеть и аудитория. Над входом вмещалась большая для того времени библиотека, которая обслуживала учащихся всех медресе Хивы. Главный портал и четыре дворовых, тимпаны арки пояски на фасадах облицованы майоликой. На месте переднего дворика было расположено небольшое медресе Ходжамбердыбия (1688 г.), при постройке медресе Алла-Кули-хана включённое в его ансамбль; разрезанное надвое входом, оно получило образное название Хурджум. Образовалась оригинальная двухъярусная постройка, и, прогуливаясь вдоль фасада медресе Алла-Кули-хана, можно заглядывать сверху в тесные дворики медресе Хурджум.
Только наиболее крупные медресе Хивы строились в два этажа. В большинстве они были двухэтажными лишь по главному фасаду, остальные же три фасада были обнесены поверх кровли первого этажа высокой стенкой-кулисой. Так решено отделкой медресе Ислам-ходжа; однако минарет при медресе Ислам-ходжа (1910 г.), сверкающий поливным изразцовым орнаментом, высотой 44,6 метров господствует над городом.
В сущности только в Хиве можно говорить о цельной и оригинальной художественной школе монументального зодчества. Несмотря на нашествия монголов, походы Тимура, смутные годы XVIII века, мастера Хорезма сохранили древнейшие традиции зодчества, которые можно проследить как в основных формах построек, так и в декоре.
Коканд превратился из средневекового поселения в город лишь в XVIII веке, поэтому строительная культура здесь заимствованная. Известно, что сюда из Бухары переселилось целое семейство строителей.
Наиболее старое из сохранившихся кокандских зданий — Медресе Нарбута-бия, известное под названием Медресе-и Мир (конец XVIII века).
Практически все медресе Ферганской долины были основаны в XIX веке в эпоху Кокандского ханства. Известно, что в первой половине XIX века, в Коканде функционировали 15 медресе, самыми крупными из которых были медресе Хаким тура, Мохлар ойим, Мадали-хана, Нарбута-бия, Джами, Али, Султан Мурадбек, Ходжа додхох, Минг ойим. В центре города Чарсу были возведены 4 крупных медресе. В них размещались от 38 до 108 худжр. Были построены в Маргелане медресе Саидахмад ходжи, в окраине Андижана медресе Отакузи, Мирзакули Булиш. В целом были построены более 200 медресе в таких городах ханства, как Коканд, Ташкент, Андижан Ходжанд, Ура-тепа, Маргелан, Туркестан.
- Входной павильон медресе Халифа Ниязкул
- Медресе Мухаммад Амин-хана и Кальта-Минар
- Медресе Алла-Кули-хана
- Медресе Мадалихана

При прохождении полного курса наук в мусульманских, в том числе среднеазиатских, медресе, по сведениям востоковеда Н. В. Ханыкова, надлежало изучить 137 сочинений, которых солидное количество приходилось на логику и философию.

### Эпоха Российской империи
К концу XIX века в Бухарском эмирате насчитывалось 336, в Хивинском ханстве — 132, в Туркестанском крае — 348 медресе.
Обычно курс обучения длился 3—5 лет, иногда до 7—8 лет. Занятия начинались с учебника Авали-илм (Начало науки), который был написан на персидском языке. Затем учащиеся приступали к изучению грамматики арабского языка, так как все учебники в основном были на арабском языке. В медресе преподавался краткий курс логики и философии. После его освоения студент выбирал для дальнейшего изучения книги из двух разделов — законоведения (богословско-юридического) и общеобразовательного (житейской или советской мудрости). Обучались слушатели медресе и элементарным азам математики и геометрии.

#### Туркестанское генерал-губернаторство
В медресе преподавали мударрисы — учителя по арабской филологии, богословию, правоведению. Общее наблюдение за медресе и их жизнью осуществлялось шайх-ул-исламом (главное религиозное лицо) и казием (судьёй). Все они имели высшее богословское образование.
Как известно, на переломном этапе общественного развития Среднеазиатского региона конца XIX – начала XX столетия возникло движение за реформацию и обновление системы исламского образования, которое вошло в историю под названием «джадидизм». Созданием ново-методных школ, организацией регулярного выпуска газет, изданием учебников и учебных пособий, особенно по естественным дисциплинам, пропагандой использования достижений европейской культуры они подготовили почву для возникновения национального светского образования, обновления и обогащения духовной жизни, подъема национального самосознания. Усилиями просветителей-джадидов в учебные программы медресе были введены такие дисциплины, как иностранный язык, физика, химия, математика, психология, гигиена, агрономия, экономика, бухгалтерия и коммерция.
В начале 1890-х годов в Туркестанском крае одновременно с упадком старинных медресе растёт число новых небольших медресе. Например, на территории Сырдарьинской области до экспансии России в Среднюю Азию находилось 21 медресе, а в 1890/91 учебном году их было уже 32. По данным 1876 года, в Ташкенте было всего 11 медресе, а в 1910 году — 22.
В 1871 году, исходила инициатива от почетных жителей горда Ташкента и Кураминского уезда, просивших оказать содействие в «переформировании одного из ташкентских медресе на русский образец» с введением в число преподаваемых предметов русского языка. Созданная для этого комиссия из переводчиков во главе с М. А. Терентьевым незамедлительно приступила к работе. Известно, что в Туркестанском крае на одном из заседаний Ташкентской городской думы было решено ввести в одном из ташкентских медресе обучение русскому языку с отнесением расходов на средства города. Однако случай этот был единичным, не послужившим заразительным примером для других конфессиональных училищ.
Летом 1884 года генерал от инфантерии Н. О. Розенбах, только что назначенный на должность туркестанского генерал-губернатора, собрал в Ташкенте особую секретную комиссию, которая признала «желательным и полезным приступить к распространению среди населения знаний русского языка и общеобразовательных предметов в надежде, что это может служить постепенному интеллектуальному сближению с нами туземцев и к устранению предубеждения против нас, как завоевателей и иноверцев».
В 1898 году с ходатайством о введении в течение трёх лет в существующие в регионе медресе обязательную для обучения дисциплину «русский язык» выступило Военное министерство. Этот шаг должен был, по мнению Ведомства, послужить ограничению вредного влияния конфессиональных школ на умы своих учащихся.
Захват имущество вакуфов религиозных организаций Туркестанского генерал-губернаторства в Туркестане ухудшал финансовое положение этих учреждений и многие медресе были вынуждены закрыться.
31 марта 1906 года МНП были утверждены «Правила о начальных училищах для инородцев, живущих в восточной и юго-восточной России», согласно которым классы русского языка при конфессиональных иноверческих школах и учреждениях должны были открываться как на средства правительства, так и обществ и частных лиц.
Последовавшая волна протестов со стороны мусульманского населения России вынудила правительство внести серьезные правки в «Правила…», в частности пришлось отказаться от меры требовать от мулл знания русского языка, так как в виду категорического нежелания мусульманского духовенства изучать русский язык, магометане рисковали остаться без служителей культ.
В 1907 году Мусульманской фракции 3-й Государственной думы в Петербурге был представлен на рассмотрение «Проект культурной автономии Туркестана» («Туркистан маданий мухторияти лойихаси»), автором которого являлся один из лидеров культурно-просветительского движения джадидов Туркестана Махмудходжа Бехбуди, который изложил в нём свою программу культурных и политических реформ в Туркестанском крае. В своей программе Бехбуди предусматривает приватизацию мектебов и медресе Туркестана и требует, чтобы колониальная администрация не вмешивалась во внутренние дела духовной и культурной жизни Туркестана. Он требует также прекратить кампанию переселения безземельных крестьян из России в Туркестан и вернуть коренным жителям края их право на свободное пользование землей и природными ресурсами. В одном из пунктов он также отмечает, что русские буквы, то есть кириллица, не должны быть принудительными для мусульманских народов.

#### Бухарский эмират
Даже после установления российского протектората над Бухарским эмиратом, стольная Бухара продолжила оставаться в статусе важнейшего центра мусульманских знаний в Центральной Азии. Во второй половине XIX — начале XX веков в численности студентов медресе среди прослойки бухарского населения произошли изменения. С одной стороны, за этот период строились новые медресе, в Бухарских медресе учились студенты разных национальностей: узбеки, таджики, туркмены, казахи, татары и другие. С другой стороны, в конце XIX — в начале XX веков занятия проводились лишь в пятой части всех имевшихся в Бухаре медресе, а остальные были заняты под общежитие, обитатели которых могли и не иметь к медресе никакого отношения.
Учебный год начинался в октябре. К этому времени закупались на всю зиму сало, рис, соль, керосин, свечи, мыло, уголь и дрова, и всё это хранилось в каждой худжре отдельно. Мясо закупали впрок с доставкой его в каждую худжру небольшими частями. Женщины здесь не жили. Занятия длились с четырёх часов утра и до десяти утра, с двенадцати часов моление, обед, затем зубрёжка (муколима), диспуты (мунозара). С четырёх следовали перерыв, ужин и снова зубрёжка до ночи. В каждой аудитории были свои ученики (джамоа) и свой староста (кори-джамоа).
Учащиеся бухарских и медресе нередко были приезжими и жили в Бухаре временно, снимая или получая на каких-нибудь условиях одну из тех многочисленных худжр, которые имелись как в специальных зданиях медресе, так и при многих квартальных зданиях медресе и других зданий. Особенно значительную прослойку студенты медресе образовывали в квартале Джафар-ходжа, где находилось богатое, хотя и очень скромное по своей архитектуре медресе этого имени, привлекавшее своими вакуфными доходами студентов, а также и дельцов, которые покупали худжры и потом сдавали или отдавали их учащимся, оставляя за собой приходившуюся на них часть вакуфных доходов.
Образование в Бухаре было в руках духовенства. Среди бухарских мулл выделялись преподаватели медресе — мударрисы, делившиеся на несколько разрядов. Высшим был охунд, который назначался в медресе Кукельдаш; за ним следовал аълям, назначавшийся в медресе Гаукушан; затем муфтийи-аскар, назначавшийся в медресе Мири Араб, затем несколько муфтийи-калон, которые назначались в медресе Гозиён, Ходжа Нихол и других. Особым званием, связанным с назначением, были «мударриси банораспушт» и «мударриси бекасампушт», получавшие халаты из дорогой ткани банорас и бекасам, что свидетельствует о том, что каждому чину и степени соответствовала и определённая одежда.
Назначение мударрисов в медресе решалось главным шариатским судьёй кази-каляном: в мелкие медресе — самолично, в крупные — с ведома и по указанию эмира. В большинстве бухарских медресе было по одному—два мударриса. Например, по два мударриса было в медресе Абдулазиз-хана, Абдулла-хана и Мадари-хан, один — в медресе Улугбека. Но в медресе Джафар-ходжа, получавшего самые богатые вакуфные доходы, число мударрисов доходило до сорока, и каждый из них получал крупную по тому времени сумму в 2000 тенег ежегодно. Высшие духовные должности занимали обычно представители родовитой аристократии, в частности, знатных семей джуйбарских шейхов. Человек незнатного происхождения мог достигнуть такого положения, только приобретя особую известность своей учёностью.
Обучение в бухарских медресе продолжалось примерно двадцать лет. После первых 3—4-х лет пребывания в медресе ученик (муллавачча) получал звание муэдзина (или суфи). Через год—два он получал звание дахъяка, что давало ему право на стипендию. Стипендия дахияка составляла всего 120 таньга в год. На следующей ступени студент получал звание саловот душамбеги, что объязывало его раз в неделю ходить в крепость Арк для чтения там Корана. Лишь затем курс медресе считался законченным и бывшему студенту присваивалось звание мударриса. В течение нескольких лет мударрис, получив группу учеников (муллавачча), преподавал бесплатно, существуя на подарки и подаяния.
Прохождение многолетнего курса обучения в одном из бухарских медресе было лестной аттестацией для продвижения на поприще духовной или светской службы. Большинство бухарских студентов были сыновьями уфимских, казанских, оренбургских, троицких, ак-мечетских купцов, а также ургенчских и мервских богачей. Подданных Бухарского эмирата было сравнительно меньше, и то, главным образом, из Кулябского, Бальджуанского, Каратегинского, Дарвазского, Гиссарского и Шахрисабзского бекств.
По данным журнала «Шуро» в 1916 году в Бухаре числилось одиннадцать больших библиотек (китабхане), и вакуфные доходы шли на их содержание. Библиотеки эти — Джафар-ходжа, Гаукушон, Ходжа-Нихол, Кукельдаш, Абдулазиз-хан, Мирзо Улугбек, Бадалбек, Дор уш-Шифо, Бозори Гусфанд, Боло-хауз и Джуйбар. Все они были приписаны к крупнейшим медресе и составляли их неотъемлемую часть.
По данным А. А. Семёнова в медресе Бухары «студенчество делилось на две группы, или партии. К одной относились студенты — уроженцы Бухары и тяготевших к ней округов или тюменей (туманов). Они назывались талабаи тумани. К другой группировке принадлежали студенты из Восточной Бухары, страны по преимуществу гористой, и поэтому они назывались талабаи кухистони». Так называемые, бухари и куляби являлись основными враждующими фракциями. Каждая из них могла привлечь на свою сторону множество учеников.
Медресе Восточной Бухары играли роль современного среднего учебного заведения. Основное их количество было построено во второй половине XIX и начале XX века. Программа и предметы их обучения являлись такими же, как в медресе Бухары и Туркестанского края. Огромное количество выпускников медресе Восточной Бухары продолжали учёбу в более солидных и крупных учебных заведениях центральных городов эмирата, прежде всего Бухары и Самарканда. Многие выходцы из горных владений обучались и в медресе Ферганской долины, прежде всего в городах Коканд, Маргилан, Андижан и Наманган.

#### Хивинское ханство
Высокий уровень высшего образования по сравнению с другими регионами, забота ханов о развитии системы медресе, государственный узбекский язык и другие причины способствовали развитию медресе Хорезма. Именно на базе лучшего образования и под влиянием европейской культуры в Хорезме раньше чем в других ханствах произошли следующие достижения. В 1874 году в Хорезме Абдалов, Атаджан основал книгопечатание, а Худайберген Деванов стал первым узбекским фотографом и кинооператором.
Первым ученым из Хорезма и единственным из Центральной Азии, который получил должность в библиотеке одной из европейских академии наук в Австро-Венгерской империи в г. Будапеште в 1880 году был филолог Мулла Исхак (1836—1892), который помогал крупному востоковеду А.Вамбери.
По приказу Мухаммад Рахим-хана II началось переписывание 1000 рукописей, а более 100 знаменитые исторические и художественные произведения Востока переводились на узбекский язык. Продолжались и оттачивались средневековые ценности культуры. При нём были составлены придворные поэтические антологии: «Маджма-йи шуара-йи Фируз-шахи», «Мухаммасат-и маджма-йи шуарайи Фируз-шахи» и «Хафт шуара-йи Фируз-шахи».
Мухаммад Рахим-хан II, как и любой другой правитель мусульманского востока, стремился быть покровителем шариата. По утверждению историка Хорезмского двора поэта Мухаммада Юсуфа Баяни при нём в городе Хиве было построено более пятнадцати мечетей и медресе. Одно из медресе было построено на его личные средства и было названо в его честь — Медресе Мухаммад Рахим-хана II.
В 1912 году в Хивинском ханстве насчитывалось до 440 мектебов и до 65 медресе с 22.500 студентов. Более половины медресе находилось в г. Хиве (38); некоторые, из них, как, например, медресе Мадамин-хана имело большие вакуфы в 30.000 тананов (танап—0,2 га), медресе Рахим-хана 26.000 тананов и т.п.

### При Советской власти
После установления советской власти в 1920–1930-х годах была развернута мощная антирелигиозная пропаганда. Сотни медресе и мечетей были закрыты, не разрешалось осуществление паломничества, преследовались не только верующие, но даже и сторонники просто народных обычаев и верований.

#### Туркестанская Советская Республика
До Октябрьской революции в Туркестане функционировали 6600 мектебов с 70 тысяч учеников и 311 медресе с 9 тысяч студентов.
Что касается самих медресе и мектебов, то после революции они формально имели право на существование. Однако из-за отсутствия точных установок, законоположений о них и вакфах местные советские органы руководствовались законодательными актами центра, которые не соответствовали туркестанским условиям. На основании «Декрета об отделении церкви от государства и школы от церкви» школа была отделена от церкви, церкви было запрещено воспитание детей в религиозном духе. А «Декрет о земле» объявил все земли, в том числе монастырьские, церковные, общенародным достоянием и вообще отменил частную собственность на землю.
При наличии этих актов центра и отсутствии распорядительных документов по данным вопросам местные партийные и советские органы не поддерживали старометодные школы и не создавали условий для их функционирования. Органы народного образования республики стремились реформировать старометодные школы и перевести их работу на программу советских школ.
В результате такого отношения советских органов к старометодным школам резко сократилось как число медресе и мектебов, так и количество учеников в них.
На съезде заведующих отделами народного образования Туркестанской АССР Мунаввар Кары Абдурашидханов выступил с докладом о вакфах и предложил реформировать старометодные мектебы и медресе в новометодные школы и использовать их для просвещения коренного населения. Однако вплоть до конца 1923 года вакфное имущество мечетей и медресе не было возвращено их владельцам, а в результате многие религиозные учреждения, не имея средства для существования, прекратили свою деятельность.

#### Бухарская и Хорезсмская республики
В 1921 году под руководством А. М. Мухитдинова медресе и мектебы были взяты в ведение Назирата просвещения Бухарской народной советской республики (БНСР). Согласно одним из требований в «Положении о вакуфах БНСР», поступающие в кассу вакуфного управления суммы должны были расходоваться на открытие начальных и средних школ, высших учебных заведений и общеобразовательных курсов (по планам и программам Назирата просвещения); охрану и содержание зданий медресе, являющихся историческими памятниками или представляющих архитектурную ценность.
Такой же правовой режим вакуфного имущества был установлен в Хорезмской народной советской республике (ХНСР). Однако систематизация изданных по этому вопросу нормативных актов и их унификация были осуществлены там позже, чем в БНСР, — лишь в 1924 году, когда Совет народных назиров утвердил «Положение о вакуфах ХНСР».

#### После национально-территориального размежевания в СССР
Окрепшие в политическом и военном отношении большевики повели широкое наступление на религию и уже к началу 1930-х годов о политическом или законодательном статусе ислама не могло быть и речи. Множество мусульманских богословов были репрессированы, сосланы в Сибирь или другие районы СССР, а многие мечети и медресе были закрыты или превращены в хозяйственные помещения и, таким образом система исламского образования была разрушена. Окончательный упадок системы исламского образования происходит после перевода (конец 1920-х и середина 1930-х годов) писменности мусульманских народов СССР с арабской графики на латиницу, а впоследствии на кириллицу.
И лишь только в годы Второй мировой войны в советском государстве проявилось потепление к религии и религиозным организациям. Такое изменение во многом было связано с патриотическим настроем верующих граждан, которые принимали активное участие в борьбе против фашизма. Учреждённое в 1943 году Духовное управление мусульман Средней Азии и Казахстана (САДУМ) в Ташкенте стало координировать деятельность религиозных организаций пяти республик: Узбекистана, Казахстана, Киргизии, Таджикистана и Туркменистана. На тот момент оно имело статус неформального лидера среди духовных управлений мусульман на территории СССР. В ведении САДУМ были созданы два учебных заведения по подготовке имамов мечетей. Это — медресе Мири Араб, построенное в Бухаре в XVI веке и воссозданное в советский период в 1945 году, и медресе Баракхана, построенное в Ташкенте в XVI веке и функционировавшее в 1957—1961 годах и Ташкентский исламский институт имени имама аль-Бухари, открытый в 1971 году. Они до 1990 года являлись единственными религиозными исламскими учебными заведениями в бывшем СССР; в них обучались слушатели из всех республик СССР. В организации работы упомянутых учебных заведений и формировании преподавательского состава в новых условиях большая заслуга принадлежит семейству муфтиев Бабахановых — Эшон Бабахану ибн Абдулмаджидхану (1943—1957), Зияуддинхану ибн Эшон Бабахану (1957—1982), Шамсиддинхану Бабаханову (1982—1989).
1950—1960-е годы в советском государстве начались новые гонения по отношению к исламу и другим религиям. В 1960 году были приняты постановления ЦК КПСС и Бюро ЦК КП Узбекистана «О мерах по ликвидации нарушений духовенством советского законодательства о культах», а также решение Совмина УзССР «О закрытии „святых мест“ и мазаров и передаче их в ведение Комитета по охране памятников материальной культуры при Совете Министров УзССР». В 1961 году было закрыто медресе Баракхана как незаконно действующее учебное заведение, а медресе Мири Араб с общим контингентом в 40 человек осталось единственным мусульманским религиозным учебным заведением в СССР. В учебной программе был значительно сокращён объём часов, выделенных на изучение религиозных дисциплин, некоторые религиозные предметы, например история ислама, были исключены из программы. Особое внимание было уделено изучению светских предметов, таких как русский язык и русская советская литература, политэкономия, история народов СССР, история народов Востока, политическая и экономическая география стран Азии и Африки.
Таким образом, исламские учебные заведения Узбекистана способствовали преемственности традиций духовного образования и решали задачу подготовки священнослужителей для мусульманской общины в других республиках СССР.

### В современных странах Средней Азии
После распада СССР и провозглашения независимости каждое государство Средней Азии стало проводить самостоятельную политику в области исламского образования.

#### Узбекистан
В 1992 году общее число медресе по Узбекистану превышало 100 единиц. Из них только 20 находились в непосредственном ведении Управления мусульман Узбекистана (УМУ).
Во многих медресе вообще отсутствовала учебно-методическая документация. Занятия проводили недипломированные специалисты. В отличие от советского времени, в учебном процессе главный упор был сделан на освоение собственно религиозных дисциплин. При этом личные позиции преподавателей и выпускников резко отличались друг от друга. Государство приложило немало усилий для оказания помощи УМУ в установлении порядка в деятельности религиозных учебных заведений. В юридическом плане это выразилось в усилении законодательства по их регистрации и выдаче лицензий.
Изменения в сфере религиозного образования обусловили подготовку компетентных религиозных кадров в достаточном количестве. Особого внимания заслуживает Постановление Кабинета министров Республики Узбекистан, принятое 22 августа 2003 года. Согласно этому постановлению, во-первых, учитывая тот факт, что в них преподаются религиозные и светские предметы, дипломы, выдаваемые выпускникам Ташкентского исламского института и средних специальных религиозных учебных заведений, были приравнены к государственным документам об образовании. Это позволило выпускникам активно интегрироваться в общественно-политическую жизнь общества. Во-вторых, медресе, прошедшие государственную регистрацию как объекты религиозного культурного наследия, переданы в ведение Управления мусульман Узбекистана (УМУ). В-третьих, религиозные организации отныне стали оплачивать коммунальные услуги не как юридические, а как физические лица. Высвобождающиеся средства, а также благотворительные поступления направляются на ремонт и реконструкцию мечетей, укрепление учебной и материальной базы религиозных учебных заведений, материальное стимулирование деятельности имам-хатибов и преподавателей — мударрисов.
Ныне в Узбекистане функционирует 2 мусульманских высших учебных заведений (Международная исламская академия Узбекистана и Высшее медресе Мир Араб) и 11 средних духовных заведений (медресе), 2 из которых являются женскими. Во всех медресе преподают специалисты, имеющие религиозное высшее образование. Светские науки преподаются специалистами государственных учебных заведений. Выпускники медресе работают в религиозных организациях, а также в государственных учреждениях, где имеется потребность в кадрах с религиозным образованием.
В Постановлении Кабинета Министров Республики Узбекистана № 846 от 4 октября 2019 года «Об утверждении Национального перечня объектов недвижимости материального культурного наследия» приводится название 126 охраняемых медресе Узбекистана.